# لا لوج
لا لوج (بالفرنسية: La Loge)‏ هي بلدية تقع في إقليم باد كاليه من منطقة نور با دو كاليه في شمال فرنسا. تبلغ مساحة هذه المدينة 0.6 (كم²)، وترتفع عن سطح البحر 108 م، يبلغ عدد سكانها 193 نسمة حسب إحصاء المعهد الوطني للإحصاء والدراسات الاقتصادية سنة 2009 م. وترأس Roger Thuau البلدية خلال فترة (2001-2008).